# 安德烈亚·德尔·萨尔托
安德烈亚·德尔·萨尔托（義大利語：Andrea del Sarto，1486年—1530年），文艺复兴时期欧洲佛罗伦萨画家。他曾在皮耶羅·迪·科西莫的画室学艺。他因在佛罗伦萨的修道院以灰色模拟浮雕画法绘制的宗教题材而享有盛誉。

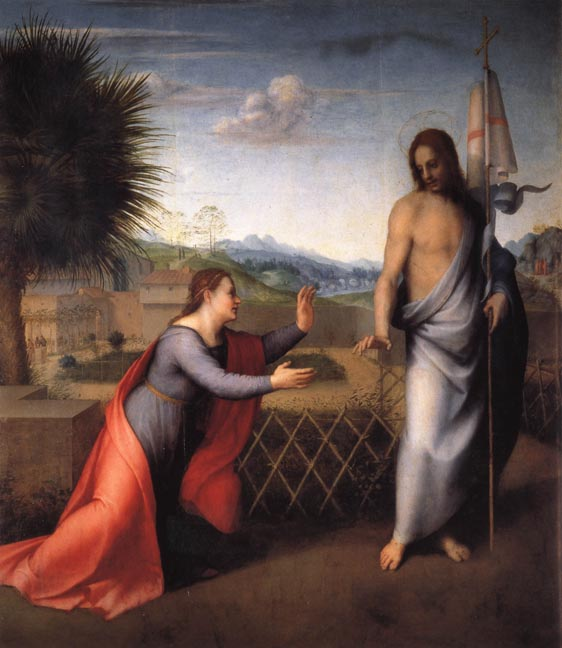
《不要摸我》，1510年
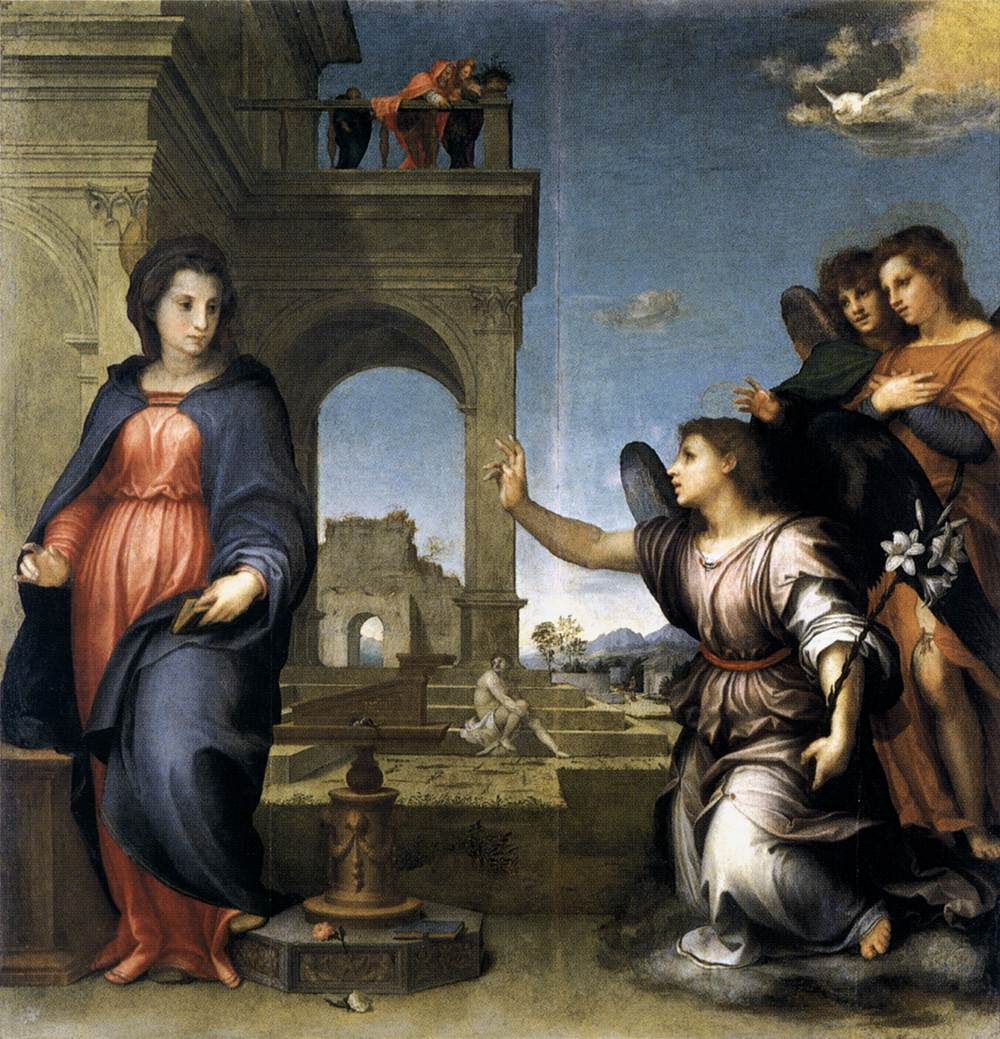
《圣伽洛圣母领报》，1513-1514年
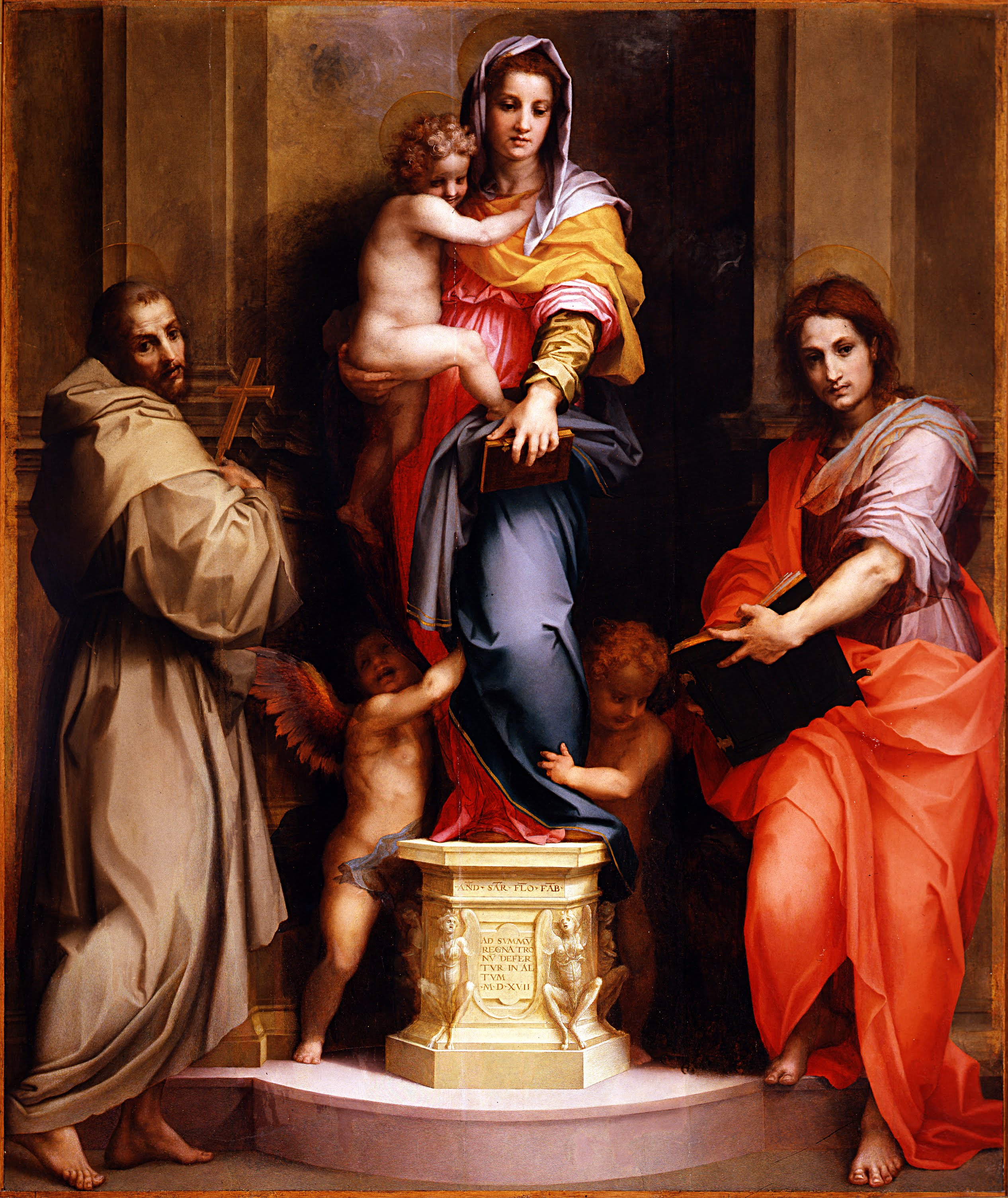
《哈耳庇厄圣母》，1517年